# العلاقات الجزائرية الدومينيكانية
العلاقات الجزائرية الدومينيكانية هي العلاقات الثنائية التي تجمع بين الجزائر وجمهورية الدومينيكان.

## مقارنة بين البلدين
هذه مقارنة عامة ومرجعية للدولتين:
| وجه المقارنة                                              | الجزائر                      | جمهورية الدومينيكان |
| --------------------------------------------------------- | ---------------------------- | ------------------- |
| المساحة (كم2)                                             | 2.38 مليون                   | 48.67 ألف           |
| عدد السكان (نسمة)                                         | 38.81 مليون                  | 10.40 مليون         |
| الكثافة السكانية (ن./كم²)                                 | 16.31                        | 213.68              |
| العاصمة                                                   | الجزائر                      | سانتو دومينغو       |
| اللغة الرسمية                                             | اللغة العربية، لغات أمازيغية | اللغة الإسبانية     |
| العملة                                                    | دينار جزائري                 | بيزو دومنيكاني      |
| الناتج المحلي الإجمالي (بليون دولار)                      | 170.37 مليار                 | 75.93 مليار         |
| الناتج المحلي الإجمالي (تعادل القوة الشرائية) بليون دولار | 582.63 مليار                 | 149.89 مليار        |
| الناتج المحلي الإجمالي الاسمي للفرد دولار أمريكي          | 4.21 ألف                     | 6.47 ألف            |
| الناتج المحلي الإجمالي للفرد دولار أمريكي                 | 14.19 ألف                    | 13.26 ألف           |
| مؤشر التنمية البشرية                                      | 0.745                        | 0.715               |
| رمز المكالمات الدولي                                      | +213                         | +1809، +1829، +1849 |
| رمز الإنترنت                                              | .dz                          | .do                 |
| المنطقة الزمنية                                           | ت ع م+01:00                  | 00                  |

## منظمات دولية مشتركة
يشترك البلدان في عضوية مجموعة من المنظمات الدولية، منها:
| علم المنظمة | اسم المنظمة                        | تاريخ انضمام الجزائر | تاريخ انضمام جمهورية الدومينيكان |
| ----------- | ---------------------------------- | -------------------- | -------------------------------- |
|             | المنظمة الهيدروغرافية الدولية      | ?                    | ?                                |
|             | الاتحاد البريدي العالمي            | ?                    | ?                                |
|             | يونسكو                             | 15 أكتوبر 1962       | 4 نوفمبر 1946                    |
|             | البنك الدولي للإنشاء والتعمير      | 26 سبتمبر 1963       | 18 سبتمبر 1961                   |
|             | منظمة التجارة العالمية             | ?                    | ?                                |
|             | وكالة ضمان الاستثمار متعدد الأطراف | 4 يونيو 1996         | 7 مارس 1997                      |
|             | منظمة الشرطة الجنائية الدولية      | ?                    | ?                                |
|             | مؤسسة التمويل الدولية              | 23 سبتمبر 1990       | 31 أكتوبر 1961                   |
|             | الأمم المتحدة                      | 8 أكتوبر 1962        | 24 أكتوبر 1945                   |
|             | مؤسسة التنمية الدولية              | 26 سبتمبر 1963       | 16 نوفمبر 1962                   |
|             | منظمة حظر الأسلحة الكيميائية       | ?                    | ?                                |

## وصلات خارجية
- موقع وزارة الخارجية الجزائرية